# Штефан-Водэ
Штефан-Водэ (рум. Ştefan Vodă) — город в Молдавии, центр Штефан-Водского района.

## История
В 1909 году на месте будущего города была основана немецкая колония Кизил. Колонисты произвели распашку целины и ввели земли в сельхозоборот, были возведены дома и хозпостройки.
В 1930 году селение вошло в состав пласы Волинтирь жудеца Четатя Албэ. На тот момент в Кизиле проживали 227 человек, из которых 191 были немцами. К 1940 году в Кизиле насчитывалось 54 дома, выстроенных вдоль одной улицы.
С началом Второй мировой войны немецкие колонисты были принуждены эмигрировать, в итоге село опустело. После войны здесь был основан колхоз «Победа», который специализировался на выращивании лекарственных трав.
23 декабря 1964 года в Молдавской ССР был образован Суворовский район; село Бируинца преобразовано в пгт Суворово, ставший его районным центром.
24 мая 1990 года по желанию жителей город сменил название на Штефан Водэ. В 1995 году здесь был установлен памятник господарю Молдовы Штефану Великому.

## Экономика
Основу городской экономики составляют сельское хозяйство и сфера услуг. В Штефан Водэ осуществляют деятельность 950 экономических агентов, из которых 230 работают на базе предпринимательского патента, 237 — индивидуальные предприятия, 287 — крестьянские хозяйства.
Одни из ведущих предприятий в городе: сельскохозяйственный кооператив «Pojarniţa Med», строительные организации АО «Zidarul» и АО «Turnul», транспортные фирмы АО «BTA-7» и АО «Agrotrans», а также предприятие по оказанию техуслуг АО «Irigatorul». В Штефан Водэ действуют 66 торговых объектов, 2 рынка, 2 единицы бытового обслуживания, предприятие общественного питания, филиалы 5 банков и страховой компании.

## Население
Согласно переписи населения 2004 года:
| Национальность     | Численность | % Доля |
| ------------------ | ----------- | ------ |
| Молдаване / Румыны | 6,454       | 83.08% |
| Русские            | 599         | 7.71%  |
| Украинцы           | 554         | 7.13%  |
| Болгары            | 64          | 0.82%  |
| Гагаузы            | 21          | 0.27%  |
| Прочие             | 76          |        |
| Всего              | 7,768       | 100%   |

## Образование
В городе работает школа искусств «Мария Биешу», где дети изучают хореографию, музыку, театральное искусство и живопись. В городе также находятся Профессиональная школа, теоретический лицей «Штефан Водэ», гимназия «Димитрий Кантемир» (с преподаванием на русском языке), начальная школа «Григоре Виеру», и два детских сада: нр. 2 «Ликурич» и нр. 3 «Алёнушка».

## Известные уроженцы и жители
- Коваль, Борис Борисович (род. 1982) — молдавский поп-певец.

## Города-побратимы
- Щеглово, Всеволожский район, Ленинградская область
- Копша-Микэ, жудец Сибиу, Румыния